# Solenostoma champawatensis
Solenostoma champawatensis là một loài rêu tản trong họ Jungermanniaceae. Loài này được (S.N.S. Srivast. & Amak.) Váňa & D.G. Long mô tả khoa học lần đầu tiên năm 2009.